# Gulyás Péter
Gulyás Péter (Veszprém, 1984. március 4. –) magyar kézilabdázó, edző. Teljes felnőtt pályafutását a Telekom Veszprém KC-nál töltötte játékosként. Később a klub másodedzője is volt.

## Pályafutása
Veszprémi nevelésű játékosként fiatalon kölcsönben játszott Nagykanizsán és Balatonfüreden, majd 2005-től a veszprémi csapat felnőtt játékosa lett. 2005-ben tagja volt a hazai rendezésű junior világbajnokságon bronzérmes csapatnak. Klubszinten nyert magyar bajnokságot, magyar kupát, KEK-et és SEHA-ligát, a Bajnokok ligájában pedig ezüstéremhez segítette hozzá csapatát. A felnőtt válogatottban 2006-tól szerepelt, pályára lépett Európa-bajnokságon, világbajnokságon és olimpián is. 2017-ben jelentette be visszavonulását, utána a veszprémi utánpótlásban edzőként dolgozott. 2021-től Momir Ilić vezetőedző mellett dolgozott másodedzőként a felnőtt csapattal. 2024 nyarán igazolta le a Dunaújvárosi Kohász KA női csapata vezetőedzőnek. A bajnokságban elért tizedik helyezés után bejelentették, hogy közös megegyezéssel távozik a klubtól.
Nős, 2 gyermek édesapja.[forrás?]

## Díjai, elismerései
- Magyar Ezüst Érdemkereszt (2012)

## Fordítás
- Ez a szócikk részben vagy egészben  a   Péter Gulyás című német Wikipédia-szócikk ezen változatának fordításán alapul.  Az eredeti cikk szerkesztőit annak laptörténete sorolja fel. Ez a jelzés csupán a megfogalmazás eredetét és a szerzői jogokat jelzi, nem szolgál a cikkben szereplő információk forrásmegjelöléseként.